# Pseudogeoplana meyerhansi
Pseudogeoplana meyerhansi is een platworm (Platyhelminthes). De worm is tweeslachtig. De soort leeft in of nabij zoet water.
Het geslacht Pseudogeoplana, waarin de platworm wordt geplaatst, wordt tot de familie Geoplanidae gerekend. De wetenschappelijke naam van de soort was oorspronkelijk Geoplana meyerhansi en werd gepubliceerd in 1914 door de Zwitserse parasitoloog Otto Fuhrmann. Het is een van de nieuwe soorten die hij verzamelde op zijn expeditie samen met Eugène Mayor naar Colombia in 1910. Ze vonden een enkel exemplaar, 33 mm lang, 4 mm breed en 1,5 mm dik. De soort is genoemd naar de heer Meyerhans uit Barranquilla waar de reizigers bij hun aankomst en vertrek logeerden.